# آبشار گلایمور
آبشار گلایمور (به انگلیسی: Glymur) آبشاری است که در ایسلند واقع شده و ارتفاع کلی ریزشگاه آن ۱۹۸ متر (۶۵۰ فوت) است.